# Ebersdorf (Thüringen)
Ebersdorf is een dorp in de Duitse gemeente Saalburg-Ebersdorf in het Saale-Orla-Kreis in Thüringen. Het dorp wordt voor het eerst genoemd in een oorkonde uit 1401.  In 2003 fuseerde het met Saalburg tot de huidige gemeente.

## Hernnhutters
Het dorp was van 1678 tot 1848 residentie van het geslacht Reuss-Ebersdorf. In 1722 trouwde Nikolaus von Zinzendorf met Erdmuthe Dorothea von Ebersdorf wat leidde tot een vestiging van meerdere leden van de Hernnhutters in het dorp. In 1746 werd het een zelfstandige Broedergemeente, hetgeen een grote, nog steeds merkbare invloed op het uiterlijk van het dorp had.